# Reggenza di Sleman
La reggenza di Sleman (in indonesiano Kabupaten Sleman) è una reggenza (kabupaten) dell'Indonesia situata nella regione speciale di Yogyakarta.